# Campagna Lupia
Campagna Lupia es una localidad italiana de la provincia de Venecia, región de Véneto, con 6.909 habitantes.

## Evolución demográfica
| Gráfica de evolución demográfica de Campagna Lupia entre 1861 y 2001 |
|                                                                      |
| Fuente ISTAT - elaboración gráfica de Wikipedia                      |